# Dichostatoides camerunensis
Dichostatoides camerunensis là một loài bọ cánh cứng trong họ Cerambycidae.